# Secteur 545
Pour plus de détails, voir Fiche technique et Distribution.
Secteur 545 est un documentaire français réalisé par Pierre Creton, sorti en 2006.

## Synopsis
Pierre Creton partage ses deux vocations : celle d'être réalisateur et celle d'être ouvrier agricole.

## Fiche technique
- Titre : Secteur 545
- Réalisation : Pierre Creton
- Scénario : Pierre Creton
- Société de production : Atlante Productions
- Pays d’origine :  France
- Durée : 105 minutes
- Date de sortie : France, 4 janvier 2006

## Distribution
- Pierre Creton
- Jean-François Plouard
- Cécile Raynal

## Sélections
- 2004 : FIDMarseille
- 2005 : Festival de Cannes (programmation ACID)